# سهير القلماوي

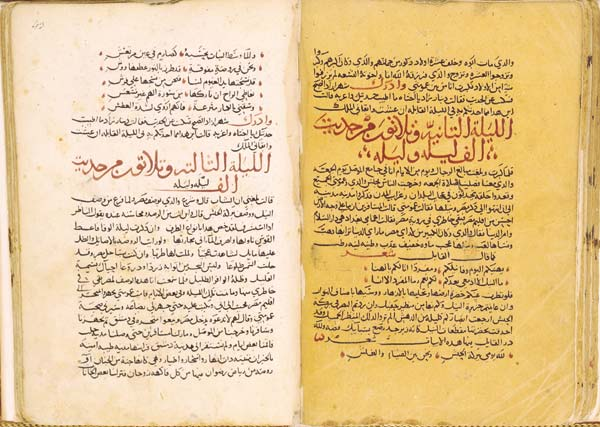
موضوع رسالة دكتوراه سهير القلماوى كان عن ألف ليلة وليلة

سهير القلماوي (20 يوليو 1911 - 4 مايو 1997)، علامة أدبية وسياسية بارزة مصرية وهي من شكلت الكتابة والثقافة العربية من خلال كتابتها والحركة النسوية والمناصرة. كانت من السيدات الأوليات اللواتي ارتدن جامعة القاهرة وفي عام 1941 أصبحت أول امرأة مصرية حصلت على الماجستير والدكتوراه في الآداب لأعمالها في الأدب العربي. بعد التخرج، عينتها الجامعة كأول مُحاضِرة تشغل هذا المنصب. كانت أيضاً من أوائل السيدات اللائي شغلن منصب الرؤساء من ضمن ذلك رئيسة قسم اللغة العربية في جامعة القاهرة ورئيسة الاتحاد النسوي المصري ورئيسة رابطة خريجات جامعة المرأة العربية. نُشرت كتابتها التي تتضمن مجلدين من قصص قصيرة وعشرة دراسات نقدية والعديد من ترجمات عالم الأدب (أحاديث جدتي) نشر عام 1935.

## السيرة الذاتية

### نشأتها
ولدت سهير القلماوي في 20 يوليو 1911 القاهرة مصر وعاشت هناك طيلة حياتها. نشأت في عائلة تفخر بتعليم إناثها ولذلك كانت قادرة على الاستفادة من مكتبة أبيها ذات الأعمال الشاسعة بسن مبكر. يبدوا أن كُتابا مثل طه حسين ورفاعة الطهطاوي وابن إياس ساهموا في موهبتها الأدبية بشكل كبير وشكلوا صوتها كأديبة.
خلال طفولتها أثناء ثورة 1919، نشأت سهير القلماوي وسط تأثير السيدات المصريات خلال الفترة التي كانت بها الناشطة النسوية هدى الشعراوي والشخصية القومية البارزة صفية زغلول. ركزت تلك النساء وناشطات نسوية أخريات على نقل المناظرة النسوية للشوارع لإنشاء حركة بعيدة المدى. أثر هذا المقصد على بعض مبادئها النسوية. 

### التعليم
عام 1928، تخرجت القلماوي من الكلية الأمريكية للفتيات وكرست نفسها لدراسة الطب كوالدها في جامعة القاهرة. ومع ذلك، وفور تلقيها الرفض، شجعها أبوها على التخصص في الأدب العربي عوضاً عن ذلك. أصبحت أول فتاة شابة ترتاد جامعة القاهرة وأول امرأة بين أربعين رجل تدرس الأدب العربي. خلال وجودها في جامعة القاهرة، تلقت القلماوي الإرْشاد من الدكتور طه حسين الذي كان رئيس قسم اللغة العربية ورئيس التحرير بمجلة جامعة القاهرة. قام طه حسين بجعل القلماوي مساعدة رئيس التحرير في مجلة جامعة القاهرة عام 1932 وهكذا أصبحت القلماوي أول امرأة برخصة الصحافة في مصر. خلال فترة دراستها، أيضاً، كانت مذيعة لخدمة البث الإذاعي المصري. بعدما حصلت على الماجستير في الآداب، تلقت منحة لإجراء البحوث في باريس لشهادة الدكتوراه. عام 1941، بعدما انتهت من رسالة الدكتوراه، أصبحت أول امرأة تحصل على الدكتوراه من جامعة القاهرة.

### المشوار المهني
كانت إحدى العديد من أوائل بنات جنسها وابتدأت مشوارها المهني كأول مُحاضرة في جامعة القاهرة عام 1936. وسرعان ماشقت طريقها لتصبح أستاذة جامعية ولاحقاً رئيسة قسم اللغة العربية بين عامي 1958-1967 وكانت أول امرأة تقوم بذلك. 
عملت كرئيسة الاتحاد النسوي المصري، وفي عام 1959 أصبحت رئيسة رابطة خريجات جامعة المرأة العربية حيث أسست التعاون بين الاتحاد المصري والاتحاد العالمي للجامعات. أصبحت لاحقاً رئيسة الهيئة المصرية العامة للسينما والمسرح والموسيقى عام 1967 ورئيسة مجتمع ثقافة الطفل عام 1968. 
ساهمت القلماوي في النضال لأجل حقوق المرأة ليس فقط عبر عملها الأدبي، ولكن أيضاً عبر مشاركتها في مؤتمرات المرأة العربية حيث نادت بمساوة الحقوق. عام 1960، كانت رئيسة المؤتمر الدولي للمرأة؛ وفي عام 1961 أصبحت رئيسة أول اجتماع للفنون الشعبية. شكلت لجنة للإشراف على جامعة الفتيات الفلسطينيات للحديث عن اهتمامها بالقضية الفلسطينية وكان ذلك عام 1962.
بدأ عملها السياسي عندما دخلت مجال السياسة كعضوة بالبرلمان عام 1958 ومجدداً في 1979 حتى 1984. كانت أيضاً رئيسة الإدارة التابعة للهيئة المصرية للنشر والتوزيع حيث عملت على توسيع نطاق القراء وتشجيع الكتاب الشباب والنهوض بصناعة الكتب. في عام 1967، أسست أول معرض كتاب في الشرق الأوسط: معرض القاهرة الدولي للكتاب. وخلال سنوات عمرها الأخيرة، عملت كرئيسة الهيئة العامة للكتاب من 1967 إلى 1971 وكرئيسة هيئة الرقابة من 1982 إلى 1985.
في بداية عام 1935، نشرت مجموعة واسعة من الأعمال الأدبية تحتوي قصصا قصيرة ودراسات نقدية ومجلات ثقافية وترجمات. توفيت بالقاهرة في مايو 1997. 

## كتابتها والمواضيع
من بين أكثر من ثمانين منشور لها، أول وأشهر عمل للقلماوي هو أول مجلد قصص قصيرة الذي نشر عام 1935. كان هذا العمل، الذي نشر بالقاهرة، أيضاً بمثابة أول مجلد قصص قصيرة تنشره امرأة في مصر. تحلل القلماوي في أحاديث جدتي الدور الاجتماعي للإناث باعتباره الحافظ والمجدد لتأريخ المجتمع عبر السرد الشفوي بهذا العمل. يتألف هذا العمل من قصة جدة تحكي ذكريات الماضي لحفديتها. طورت خط هذه القصة بداخل النقد الإجتماعي ومنظور المدنيين الذين لزموا بيوتهم في زمن الحرب. تستنبط الجدة الأخلاق من ذكرياتها عن الأحداث وترسم مقارنة بين الماضي والحاضر، ودائماً ما تؤثر الماضي. تلمح القلماوي عبر هذا العمل بأن حكايات الزوجات القديمة وقصص الجدات لما قبل النوم يمكن أن تحمل رسالة نسوية عميقة. كعديد من الأعمال الخيالية خلال حقبة الثلاثينات، تقدم مجموعة قصصها وصفا واقعيا لمجتمع الطبقة المتوسطة المصرية ونظرة عن المجتمع القروي بعين الطبقة المتوسطة.
وضعت رسالة الدكتوراه الخاصة بها والتي تتألف من بحث عن «ألف ليلة وليلة» الأساس لمهمتها النسوية. كانت تهدف لأعداد امرأة جديدة: امرأة ذكية ومثقفة وحكيمة مسؤولة بشكل كامل عن حياتها وأسرتها. امرأة لا تستخدم فطنتها وفضائلها لتتساوى بالرجل، ولكن أيضاً تسعى جاهدة لإعادة تثقيف الرجل لتحظى بالمساواة. ظهرت هذه الرسالة في كتب النقد الأدبي الخاصة بها، في النقد الأدبي 1955، والعالم بين دفتي كتاب 1985. 
صورت أيضاً تراجمها لبعض الأعمال مثل القصص الصينية لبيرل باك (1950) وترويض النمرة لشكسبير (1964) النضالات النسوية وضرورة إعادة تثقيف الرجل. أسست القلماوي أيضاً وأصدرت العديد من المجلات الثقافية التي تطرقت للمواد المعاصرة كالسنيما والموسيقى والفنون. من بين بعض الأعمال البارزة الآخرى الشياطين تلهو (1964)، وأدب الخوارج (1941)، والعالم في كتاب (1985).
تلقى عملها ترحيباً حاراً من النقاد، إعتبرها الكثير بأنها «علامة أدبية بارزة في الحركة الثقافية المعاصرة في مصر».

## الجوائز
تلقت القلماوي جوائز وتقديرات لعملها الأدبي والقيادة والمناصرة من بينها:
1. جائزة مجمع اللغة العربية، لموضوع رسالة الدكتوراه عن (ألف ليلة وليلة)، عام 1954.
2. جائزة الدولة التقديرية في أدب الشباب، وكانت أول امرأة تحصل عليها عام 1955.
3. جائزة الدولة التشجيعية لعام  1955.
4. جائزة الدولة التقديرية في الآداب، تشاركتها مع د. شوقي ضيف عام 1963.
5. جائزة ناصر، المهداة من الاتحاد السوفياتي السابق عام 1976.
6. جائزة الدولة التقديرية في الآداب عام 1977.
7. ميدالية التقدير عام 1977.
8. وسام الجمهورية من الدرجة الأولى عام 1978.
9. وسام الإنجاز عام 1978.
10. جائزة الدولة التقديرية للآداب.
11. الدكتوراه الفخرية من الجامعة الأمريكية بالقاهرة عام 1987.
بالإضافة لذلك، كرمها معرض القاهرة الدولي للكتاب عام 1993 للقيام برئاسة الهيئة المصرية العامة للكتاب. عام 1955، وكرمتها محافظة القاهرة في يوم المرأة.

## من أهم مؤلفاتها
- أحاديث جدتي 1935، الطبعة الحديثة بالهيئة المصرية العامة للكتاب 2010.
- ألف ليلة وليلة 1943، والطبعتان الحديثتان الأولى بالهيئة المصرية العامة للكتاب2010 ، والثانية بالهيئة العامة لقصور الثقافة 2010 ضمن سلسلة ذاكرة الكتابة.
- أدب الخوارج 1945، والطبعة الحديثة بالهيئة المصرية العامة للكتاب 2010.
- في النقد الأدبي 1955،
- الشياطين تلهو 1964،
- ثم غربت الشمس 1965،
- المحاكاة في الأدب 1955،
- العالم بين دفتي كتاب 1985، الطبعة الحديثة بالهيئة المصرية العامة للكتاب 2010م،
- ذكرى طه حسين 1974، دار المعارف، سلسلة اقرأ، عدد رقم 388،

ترجمت العديد من الكتب والقصص منها: قصص صينية لبيرل بك، عزيزتي اللويتا، رسالة أبون لأفلاطون، وأيضاً عشر مسرحيات لشكسبير وأكثر من 20 كتاباً في مشروع الألف كتاب. ومن أبحاثها: المرأة عند الطهطاوي، أزمة الشعر.
علاوة على ما سبق كان لها السبق الأول في إنشاء مكتبة في صالة مسرح الأزبكية لبيع الكتب بنصف ثمنها، وأيضا كانت الأولى في تقديم دراسة عن الأدب المصري المعاصر إلى التعليم الجامعي. كما أعطت الفرصة لأكثر من 60 أديباً لتقديم مؤلفاتهم عندما قامت بإصدار سلاسل أدبية سُميت «مؤلفات جديدة»، ومن ناحية أخرى وضعت أسساً للطرق الأكاديمية في تحليل الأدب والفن.

## وفاتها
توفيت سهير القلماوي في 4 مايو 1997م.

## وصلات خارجية
- سهير القلماوي على موقع أرشيف الشارخ.